# Kawęczyn (powiat janowski)
Kawęczyn – wieś sołecka w Polsce położona w województwie lubelskim, w powiecie janowskim, w gminie Godziszów.
Do 1954 roku miejscowość była siedzibą gminy Kawęczyn. W latach 1954–1972 wieś należała i była siedzibą władz gromady Kawęczyn. 
W latach 1975–1998 miejscowość należała administracyjnie do województwa tarnobrzeskiego. Według Narodowego Spisu Powszechnego (III 2011 r.) wieś liczyła 253 mieszkańców.
Przez miejscowość przepływa Białka, struga w dorzeczu Sanu, dopływ Bukowej.

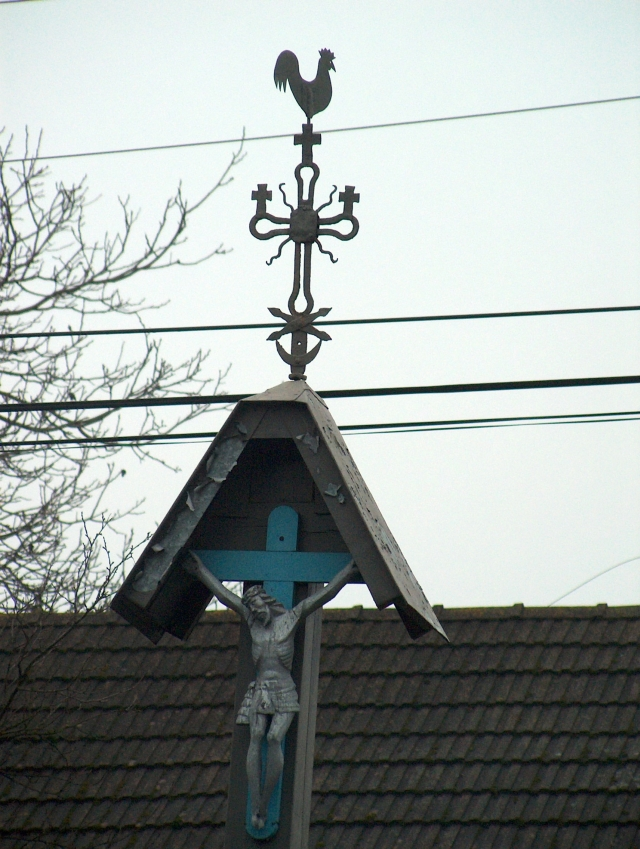
Krzyż na kapliczce w Kawęczynie